# Korea Południowa na Zimowych Igrzyskach Olimpijskich 1960
Koreę Południową na Zimowych Igrzyskach Olimpijskich 1960 reprezentowało siedmioro zawodników: pięciu mężczyzn i dwie kobiety. Był to trzeci start reprezentacji Korei Południowej na zimowych igrzyskach olimpijskich.

## Skład kadry

### Biegi narciarskie
Mężczyźni
| Zawodnik   | Konkurencja   | czas      | Pozycja |
| ---------- | ------------- | --------- | ------- |
| Kim Ha-yun | Bieg na 15 km | 1:15:26,5 | 54.     |
| Kim Ha-yun | Bieg na 30 km | 2:48:37,2 | 45.     |

### Łyżwiarstwo szybkie
Mężczyźni
| Zawodnik       | Konkurencja   | Konkurencja   | Konkurencja    | Konkurencja    | Konkurencja    | Konkurencja    | Konkurencja      | Konkurencja      |
| Zawodnik       | Bieg na 500 m | Bieg na 500 m | Bieg na 1500 m | Bieg na 1500 m | Bieg na 5000 m | Bieg na 5000 m | Bieg na 10 000 m | Bieg na 10 000 m |
| Zawodnik       | Czas          | Miejsce       | Czas           | Miejsce        | Czas           | Miejsce        | Czas             | Miejsce          |
| -------------- | ------------- | ------------- | -------------- | -------------- | -------------- | -------------- | ---------------- | ---------------- |
| Jang Yeong     | 50,0          | 44.           | 2:25,3         | 41.            |                |                |                  |                  |
| Choi Yeong-bae |               |               | 2:26,7         | 42.            | 8:57,8         | 34.            | 18:15,5          | 28.              |
| Jang In-won    |               |               | 2:30,7         | 44.            | 9:01,6         | 35.            | 17:45,7          | 26.              |

Kobiety
| Zawodnik       | Konkurencja   | Konkurencja   | Konkurencja         | Konkurencja         | Konkurencja    | Konkurencja    | Konkurencja    | Konkurencja    |
| Zawodnik       | Bieg na 500 m | Bieg na 500 m | Bieg na 1000 m      | Bieg na 1000 m      | Bieg na 1500 m | Bieg na 1500 m | Bieg na 3000 m | Bieg na 3000 m |
| Zawodnik       | Czas          | Miejsce       | Czas                | Miejsce             | Czas           | Miejsce        | Czas           | Miejsce        |
| -------------- | ------------- | ------------- | ------------------- | ------------------- | -------------- | -------------- | -------------- | -------------- |
| Kim Gyeong-hoe | 53,2          | 21.           | Nie ukończyła biegu | Nie ukończyła biegu | 2:48,6         | 21.            | 6:08,2         | 20.            |
| Han Hye-ja     | 53,8          | 22.           | 1:48,8              | 20.                 | 2:55,6         | 23.            |                |                |

### Narciarstwo alpejskie
Mężczyźni
| Zawodnik      | Konkurencja | Konkurencja | Konkurencja     | Konkurencja     | Konkurencja         | Konkurencja         | Konkurencja      | Konkurencja      |
| Zawodnik      | Zjazd       | Zjazd       | Slalom gigant   | Slalom gigant   | Slalom specjalny    | Slalom specjalny    | Slalom specjalny | Slalom specjalny |
| Zawodnik      | Czas        | Pozycja     | Czas            | Pozycje         | Czas 1-go przejazdu | Czas 2-go przejazdu | Czas łączny      | Pozycja          |
| ------------- | ----------- | ----------- | --------------- | --------------- | ------------------- | ------------------- | ---------------- | ---------------- |
| Im Gyeong-sun | 3:34,4      | 61.         | Dyskwalifikacja | Dyskwalifikacja | 2:20,9              | 2:35,2              | 4:56,1           | 40.              |